# 昭和村営バス
昭和村営バス（しょうわそんえいバス）は群馬県利根郡昭和村のコミュニティバスである。関越交通が受託している。

## 現行路線

### 永井線
- 関越車庫 - 上之町 - 昭和村役場前 - 久呂俣農協前 - 永井

### 中野･生越循環線
- 関越車庫 - 上之町 - 昭和村役場前 - 追分 - 中野 - 生越 - 昭和村役場前 - 上之町 - 関越車庫

→方向は追分・中野先回り、←方向は生越・中野先回り。

### 赤谷・桜循環線
- 関越車庫 - 上之町 - 昭和村役場前 - 赤谷 - 赤城原 - 赤城久呂保高原 - 赤城原 - 昭和インター前 - 昭和村役場前 - 上之町 - 関越車庫

→方向は糸井・赤谷先回り、←方向は中学校・森下先回り。